# Kommunikationsregulierungsbehörde von Namibia
Die Communications Regulatory Authority of Namibia (CRAN; zu deutsch etwa Kommunikationsregulierungsbehörde von Namibia) ist die staatliche Regulierungsbehörde für Kommunikation in Namibia. Sie hat ihren Sitz in der Hauptstadt Windhoek.
Die Regulierungsbehörde wurde als juristische Person auf Grundlage des „Communications Act, No. 8 of 2009“ formal gegründet. Der Betrieb wurde im Mai 2011 aufgenommen.
Sie ging aus der Namibia Communications Commission hervor.
Aufgabe der Behörde ist die Regulierung aller Sektoren der Kommunikation, insbesondere Hör- und Rundfunk, Telekommunikation und Informationstechnologie. CRAN steht vor allem im Dienste des Konsumenten.